# Неборонов, Владимир Иванович
Владимир Иванович Неборонов (9 ноября 1937, Гаврилов Посад, Ивановская область — 15 октября 2006, Москва) — советский футболист, нападающий, советский арбитр. Мастер спорта СССР, Заслуженный тренер России.

## Карьера

### Игрока
В качестве футболиста выступал на позиции нападающего. Неборонов выступал в командах класса «Б»: «Трудовые резервы» (Курск), «Знамя Труда» (Орехово-Зуево), «Текстильщик» (Иваново) и «Шинник» (Ярославль). Также за свою карьеру он играл в костромском «Спартаке» и сыктывкарском «Строителе».

### Арбитра
После завершения карьеры игрока работал футбольным судьёй. С 1977 по 1985 год обслуживал матчи Высшей лиги СССР. В российское время Владимир Неборонов работал инспектором футбольных и мини-футбольных матчей.

### Тренера
В 1983 году был тренером сборной Москвы на Спартакиаде народов СССР.

### Функционер
Почти три десятка лет возглавлял отдел футбола в Москомспорте. Был вице-президентом федерации футбола Москвы.
15 октября 2006 года Владимир Неборонов скоропостижно скончался в Москве. Похоронен на Преображенском кладбище.

## Награды и звания
- Мастер спорта СССР
- Судья всероссийской категории
- Заслуженный тренер России (1997)
- Заслуженный работник физической культуры Российской Федерации (1997)
- Медаль «За безупречную службу городу Москве» (2003)

## Память
Каждый год в родном для Неборонова Гавриловом Посаде каждый год проводится футбольный турнир «памяти В. И. Неборонова». В Москве регулярно организуется матч памяти игрока, в котором принимают участие московские команды, а также сборная Гаврилово-Посадского района. В нём принимают участие многие известные футболисты.